# Lonicera oblata
Lonicera oblata är en kaprifolväxtart som beskrevs av Kin Shen Hao, Ping Sheng Hsu och H.J. Wang. Lonicera oblata ingår i släktet tryar, och familjen kaprifolväxter. Inga underarter finns listade i Catalogue of Life.